# Gymnocalycium parvulum
Gymnocalycium parvulum là một loài thực vật có hoa trong họ Cactaceae. Loài này được (Speg.) Speg. mô tả khoa học đầu tiên năm 1925.